# 무사 니아카테
무사 니아카테(프랑스어: Moussa Niakhaté, 1996년 5월 8일 ~ )는 리그 1의 올랭피크 리옹에서 수비수로 활약하고 있는 세네갈의 프로 축구 선수이다. 프랑스에서 태어난 그는 세네갈 축구 국가대표팀에서 뛰고 있다.

## 구단 경력
2018년 7월 FC 메스에서 비공개 이적료로 1. FSV 마인츠 05에 입단하여 2023년까지 5년 계약을 체결했다. 2022년 7월 6일 프리미어리그의 노팅엄 포리스트와 3년 계약을 체결했다.

## 국가대표팀 경력
프랑스에서 태어난 니아카테는 세네갈 혈통이다. 그는 전 프랑스 청소년 국가대표이다. 그는 2023년 3월 24일 모잠비크와의 2023년 아프리카 네이션스컵 예선 전에서 세네갈 성인 국가대표팀에 데뷔했다.
2023년 12월, 니아카테는 코트디부아르에서 열린 연기된 2023년 아프리카 네이션스컵에 참가할 세네갈 선수단에 이름을 올렸다. 개최국과의 16강전에서, 그는 승부차기에서 실축했고, 세네갈은 연장전 끝에 1-1로 비긴 후 5-4로 졌다.